# Ferreolo di Uzès
Ferreolo (... – Uzès, 4 gennaio 581) fu vescovo di Uzès; il suo culto come santo risale almeno al IX secolo ed è attestato dalla sua menzione nel martirologio di Usuardo.

## Biografia
Secondo una Vita tarda e ampiamente leggendaria, era figlio di una principessa merovingia e nipote di san Firmino, suo predecessore sulla cattedra vescovile di Uzès.
Per Gregorio di Tours, suo contemporaneo, fu eminente per santità di vita e sapienza, fu autore di libri e lettere e morì nel 581.
Gli viene attribuita una regola monastica, redatta nel 570 per l'abbazia di Ferreolac.

## Culto
La sua festa veniva celebrata a Nîmes il 4 gennaio (suo dies natalis); allo stesso giorno era ricordato nel martirologio di Usuardo.
Il suo elogio si legge nel Martirologio romano al 4 gennaio: